# Rio Itariri
O rio Itariri é um rio brasileiro do estado de São Paulo. Nasce no litoral próximo do município de Peruíbe, na latitude: 24°11'20" sul e longitude: 47º04'07" oeste corre em sentido oeste atravessa os municípios de: Itariri e Pedro de Toledo segue em direção a Miracatu onde deságua no rio São Lourenço.
Tem cerca de 42 quilômetros de extensão.

## Referência
- Mapa Rodoviário do Estado de São Paulo - (2004) - DER